# マザー・テレサに対する批判

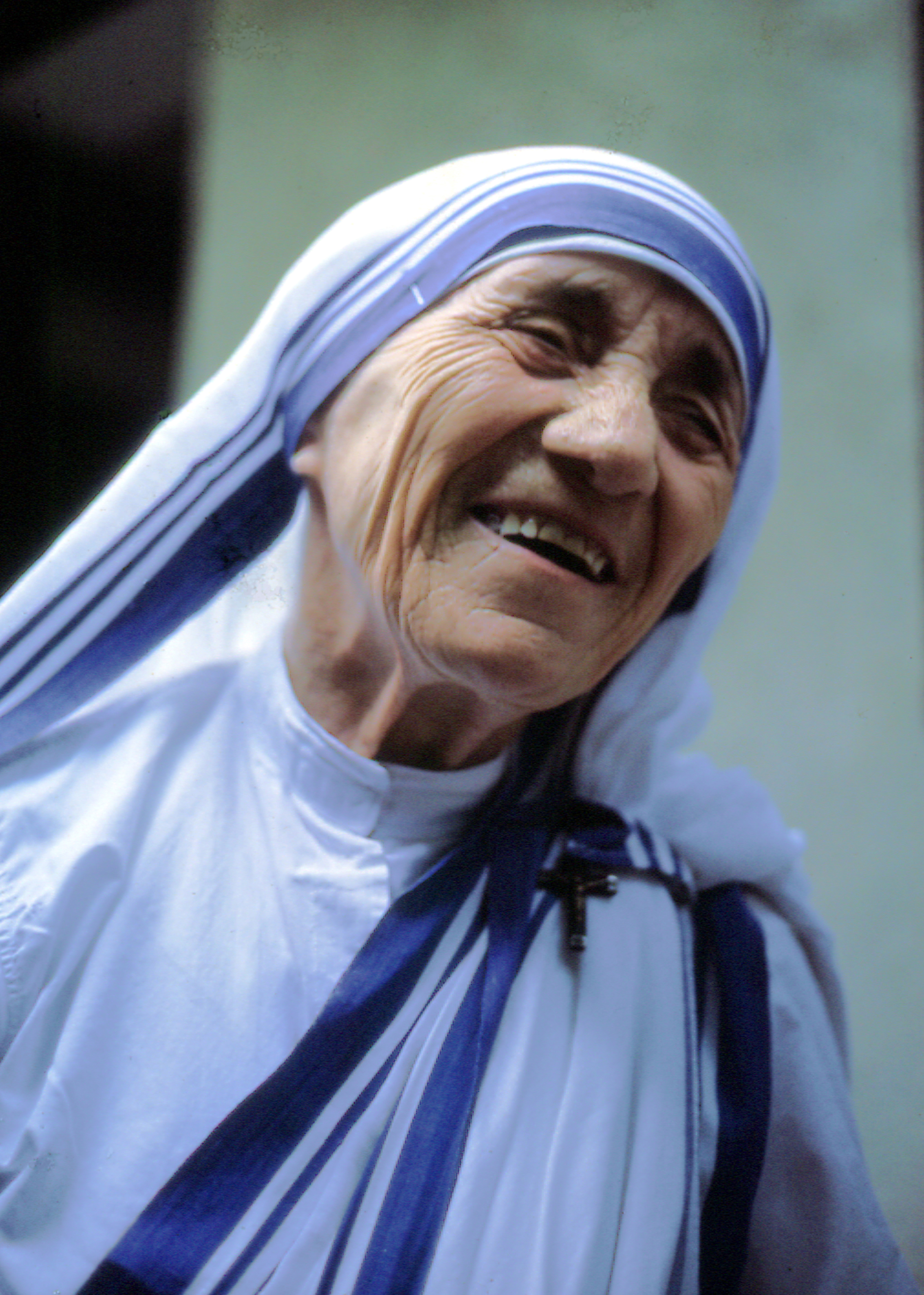
マザー・テレサ

マザー・テレサに対する批判（マザー・テレサにたいするひはん）では、カトリック教会の修道女であり伝道師であったマザー・テレサに対する批判を扱う。
マザー・テレサは45年以上の長きにわたり、貧しい人、病める人、孤児、末期の人たちのために尽くしてきただけでなく、インドから世界中に広がった彼女の信徒たちを導いてきたとされている。1979年にはノーベル平和賞を受賞し、1997年に亡くなると、ヨハネ・パウロ2世がテレサを列福し、2016年9月にフランシスコによって列聖されて聖人となり、彼女の命日である9月5日は祝日となった。
世界中の人々から讃えられ、各国の政府や組織から称賛を受けたマザー・テレサだが、彼女に対しては生前から批判や告発、抗議の声も少なくなかった。その矛先は例えば彼女の修道会の資金管理であり、末期の人への洗礼の奨励や医療ケアのクオリティ、そして植民地主義やレイシズムのアイコンとなっていることであった。
一方で、それらの批判はインドのヒンドゥー至上主義の極右・ファシスト団体「民族義勇団（RSS）」により過剰な歴史修正が行われているという見方もある。

## メディアにおける批判
インド生まれでイギリスに移住した医師で作家のアロー・チャタジー (Arup Chatterjee) は、マザー・テレサの施設で短い間働いていたことがあり、その後テレサの修道会について資金管理を含めた運営の実態の調査に取り組んでいる。1994年にはイギリスのクリストファー・ヒッチェンズとタリク・アリー (Tariq Ali) という2人のジャーナリストが、チャタジーの仕事をベースにして、イギリスのテレビ局Channel 4でドキュメンタリー番組『地獄の天使』(Hell's Angel) を製作した。
翌年、ヒッチェンズは『宣教師の立場』(The Missionary Position) を出版し、番組で放映された数々の告発をあらためて活字化した。チャタジーも2003年に『最終評決』(The Final Verdict) を出版し、ヒッチェンズの本よりは落ち着いた筆致ではあったものの、やはりテレサの事業について同じような批判を行った。
インドの首相だったインディラ・ガンディーは1975年に非常事態令を発動し、言論の自由を制限して野党や反対派を弾圧したが、その後マザー・テレサは「国民はさらに幸せになった。仕事は増え、ストライキはない」と発言している。こうした是認的なコメントはテレサと国民会議派の友好関係の現れだと受け取られた。これにはインド国外のカトリック系メディアからも批判があった。

## 末期の人への洗礼
マザー・テレサは自らが率いる修道会において、末期の病人がどんな信仰を抱いていようと、かまわずひそかに洗礼を行うことを奨励していた。神の愛の宣教者会にいたスーザン・シールズは次のように書いている。「修道女たちは、死の危険が迫る人たちに『天国への切符』を望んでいるか、とたずねなければならなかった。肯定的な返事があったら、それは洗礼に同意したとみなされた。修道女たちは患者の額を濡れた布で冷やすようにみせかけながら、必要な言葉を静かに唱えながら洗礼を施すのである。なぜ秘密裏に行うことが大事かといえば、マザー・テレサの修道女たちがヒンドゥー教徒やイスラム教徒に洗礼を施していることを明るみにだすわけにはいかないからである」。
ジャーナリストのマレー・ケンプトンを筆頭として、こうした行為には批判が相次いだ。洗礼を施すのに、患者には意志決定ができるだけの十分な情報（自身が洗礼を本当に望んでいるのか、キリスト教における洗礼の神学的な意義とは何か）が与えられていないからである。一方で作家のシモン・レイスは、ニューヨーク・レビュー・オブ・ブックスへの投書でテレサを擁護している。「洗礼の仕草が持つ超自然的な効能を信じている人々は、それを心から望んでいるはずだ。そして信じていない人にとっては、善意による他愛もない仕草に過ぎない。頭の上のハエを手で払ってもらうのと同じことである」。

## 黒い交際
1981年、テレサはハイチを訪れ、独裁者ジャン＝クロード・デュヴァリエからレジオン・ドヌール勲章を受けとっている。
『宣教師の立場』において、ヒッチェンズはアルバニアのエンヴェル・ホッジャ政権をテレサが支持していたとして、激しく批判している。テレサは1989年8月にアルバニアを訪れており、そこでホッジャの未亡人であるネジミエをはじめ当時のアルバニア首脳や政府要人から歓迎を受けた。その後テレサはホッジャの墓に花束をそなえ、マザー・アルバニア像に花冠を飾っている。
テレサはイギリスのメディア王として知られたロバート・マクスウェルからも資金提供を受けていたとされている。(彼は後に暴かれたように、従業員の年金基金から4億5000万ポンドを着服していたことで知られる）。チャールズ・キーティングが事業で失敗した後に詐欺事件で起訴されたとき、キーティングの人柄を擁護する陳述書がテレサの名で作成されたことにも批判が集まった。キーティングはマザー・テレサに数百万ドルの寄付を行っており、時には自分のプライベートジェット機を貸し出すことまでしていた、
テレサはリーチオ・ジェッリがノーベル文学賞にノミネートされたときに支持を行った。ジェッリは、フリーメイソンのロッジ（支部）であるプロパガンダ・デューの創設者であり、イタリアにおける複数の殺人や汚職事件との関与が指摘されるだけでなく、ネオファシスト的なイタリア社会運動やアルゼンチンの軍事政権との強い結びつきで知られている。

## 慈善活動
チャタジーによれば、マザー・テレサの「貧困の救済者」というパブリック・イメージには語弊があり、実際には彼女が運営した最大級の施設でもわずか数百人程度に施しをおこなっていたに過ぎない。1998年にカルカッタでの活動が報告されている慈善支援団体は200を数えるが、テレサの宣教者会はその中でも大規模な慈善団体とはいえない。例えばアッセンブリーズ・オブ・ゴッドの慈善活動では、一日に1万8000食を振る舞い無数の困窮者を支援することで有名である。
チャタジーは、修道会の主たる活動は慈善事業ではなく、むしろ資金が投じられていたのは伝道活動だと主張している。例えば、パプアニューギニアに8箇所あった神の愛の宣教師会のうち、地元住民を受け入れている施設は一つもなかった。これらの施設は地元住民をカトリックに改宗させるためだけに運営されていたのである。
マザー・テレサは伝道を行った国のヒンドゥー教徒から、貧者を「秘密裏に」カトリックに改宗しようとしていると非難されることもある。クリストファー・ヒッチェンズは、テレサの組織が苦しみを美徳とし、貧窮にあえぐ人々を助けようとしないカルト団体だと断じている。彼によれば、マザー・テレサが貧困について述べた言葉そのものが、彼女の意図するのは人民の救済ではないことを証明している。1981年の記者会見で「貧しい人には自らの分け前で我慢することを教えるのですね？」と問われたテレサはこう答えているのである。「貧しい人が自らの分け前を受け入れることはとても美しいことだと思います。キリストのご受難と共にあるということですから。」。

## 医療ケアのクオリティ
1991年にカルカッタにあるテレサの施設「死を待つ人の家」を訪れた、イギリスの医学雑誌ランセットの編集委員であるロビン・フォックスは、そこで患者に行われていた医療ケアを「でたらめ」(haphazard) と表現している。修道女とボランティアたちにはまったく医学的知識がない者もいたが、ホスピスであるこの施設には医者がいないため、彼女たちが患者のケアについて決定権を持っていたのである。フォックスはこの施設の環境に関してマザー・テレサの責任を重くみるとともに、テレサの修道会が治療の可能な患者と不可能な患者の区別をつけていないことに注目している。つまり、助かる可能性のある人でも、感染や処置不足により死の危険に晒されてしまうところである。
フォックスもこの「死を待つ人の家」で修道女たちは清潔さを保ち、患者の傷や痛みによくつきあい、親切心にあふれていることは認めるのだが、彼女たちが患者の苦痛に対処する手段は「憂慮すべきほど不十分」だと述べている。この施設の処方集には強力な鎮痛剤がなく、フォックスはこれこそがマザー・テレサの取り組みと、一般的なホスピス運動をはっきりと区別するものだと考えた。フォックスの観察では、注射針はお湯ですすぎ洗いされるのみで殺菌が十分ではなく、結核を患った患者も施設内で隔離されていなかった。修道会の施設における、このような不注意な医療ケアを報告する文書は枚挙にいとまがない。かつてテレサの教団で働いていたボランティアの一部からも同様の意見が提出されている。マザー・テレサ自身がこうした施設を「死を待つ人の家」と表現している通りである。
2013年、マザー・テレサに関する文献の96パーセントをカバーし包括的な検討を行ったモントリオール大学の研究者グループの研究は、かねてからあったマザー・テレサに関する批判を補強している。いわく「苦しみを癒やすかわりに讃美することをもって病人のケアとしている。…彼女の政治家との疑わしい交際、受けとった巨額の資金の管理への疑問、とくに中絶、避妊、離婚に対するあまりに教条的な見方」。無数の批判があることを顧みないバチカンの意図に疑問を投げかけつつ、モントリオール大学の研究はマザー・テレサの「神聖化されたイメージ―事実の分析に耐えるものではない―が構築されており、彼女の美化はメディアを巻き込んだ巧みなキャンペーン活動によって組織的に行われた」と指摘している。その活動を担ったのが、カトリックに改宗した中絶反対派のジャーナリスト、マルコム・マゲリッジであった。

## 植民地主義とレイシズム
歴史学者ヴィジャイ・プラシャドの『人種化された空間における白人女性』(White Women in Racialized Spaces) のあるエッセイでは、マザー・テレサについて次のような言及がされている。
マザー・テレサは、浅黒い皮膚をした人々を彼ら自身の惑溺と怠惰から救うために尽力するという、植民地における白人女性の最も純粋な典型といえます。… 欧米諸国に支配されている国際メディアは、白人だけがどういうわけか社会に変化をもたらす能力に恵まれているという植民地時代の考え方のままです。非白人が社会変革に取り組んでいても、メディアは白人の支援者や指導者を見つけようとします。言うなれば、非白人の俳優に舞台の袖から指示を飛ばしている白人を探そうとします。メディアは言外にこんなメッセージを伝えているように思うのです。非白人は自分の意思において能力を最大に発揮してはならず、植民地の行政官なり、IBMやIMFのテクノクラートなりからの命令を待たなければいけない、といった風な。貧しい人々を救済する活動が報道されるときにも、黒い肌の人間はまたもや不可視の存在として扱われます。なぜならメディアは、マザー・テレサのような使い古して陳腐になった存在だけを称揚したがり、自分たちを解放するために戦う人々には気づかないふりをするのです。したがって、マザー・テレサのような人物の生涯を、公にして厳しい視線にさらすのはいつの時代も困難です。[...] マザー・テレサの仕事は富裕層の罪悪感を和らげるためにある世界的企業の一部門であり、貧困をつくりだし維持する陣営へ本当に挑戦するものではないのです。

## 死後の批判
マザー・テレサは1997年に亡くなった。彼女は生前に書いた文章や手紙をすべて破棄してほしいと望んでいたにもかかわらず、コレクションは死後に書籍として出版された。公開されたテレサの文章からは、晩年の彼女が孤独感と戦っていたことが明らかに読み取れる。それは修練者であった若き日のテレサが抱いていた強い思いとは対照的なものであった。手紙のなかで、彼女は何十年にもわたって神から切り離されている感覚を持っていたこと、神の愛の宣教師会を創始するために励むことができた若い頃の情熱を失っていることを訴えている。その結果、一部には彼女が「信仰をやめた」と評価したり、死後においてなおその偽善を批判する者も現れた。

## 批判への反論
保守的な宗教系専門誌ファースト・シングス(First Things ) は、クリストファー・ヒッチェンズの手法や、モントリオール大学の検討結果を批判する記事を掲載した。